# شهرستان کالدول (کنتاکی)
شهرستان کالدول، کنتاکی (به انگلیسی: Caldwell County, Kentucky) یک سکونتگاه مسکونی در ایالات متحده آمریکا است که در کنتاکی واقع شده‌است.